# Mittlere Havel
Das Naturschutzgebiet Mittlere Havel liegt auf dem Gebiet der kreisfreien Stadt Brandenburg an der Havel in Brandenburg.
Das Gebiet mit der Kenn-Nummer 1165 wurde mit Verordnung vom 20. Dezember 2002 unter Naturschutz gestellt. Das rund 796 ha große Naturschutzgebiet erstreckt sich östlich der Kernstadt von Brandenburg an der Havel entlang der Havel. Unweit südlich verläuft die B 1 und unweit nördlich die Landesstraße L 91.